# Füstviharfelhő
A pirocumulonimbus felhő, vagy más néven füstviharfelhő a zivatarfelhők egyik formája, melyet vulkanikus tevékenység, tűzvész, vagy ipari tevékenység válthat ki. Bizonyos esetekben az így keletkezett zivatarfelhő hozzájárulhat a tűzvész eloltásához. A füstviharfelhő a legszélsőségesebb megjelenési formája a füstgomolyfelhőknek. Az Amerikai Meteorológiai Társaság Meteorológiai szójegyzékében a füstviharfelhő olyan zivatarfelhőt jelent, amely tűz hőjének emelkedése által keletkezett, illetve erős ipari tevékenység során jött létre. Akárcsak a zivatarfelhők és a gomolyfelhők közt, a füstgomolyfelhők és a füstviharfelhők közt is megkülönböztetést tesz a meteorológia tudománya, mivel a füstviharfelhők inkább függőleges felépítésű felhők. A füstviharfelhők elérhetik a troposzféra legfelső határát, sőt egyes esetekben akár a sztratoszféra alsóbb rétegeiig is feljuthatnak. Ezen viharfelhők bizonyos esetekben csapadék kialakulásához is hozzájárulnak, amely lehet eső, vagy jégeső, ugyanakkor időnként akár tornádó is kialakulhat belőlük. A füstviharfelhőket azután nevezték el, miután felfedezték, hogy a bőséges füstfeláramlás elérheti a sztratoszféra alsóbb rétegeit is.
A Meteorológiai Világszervezet nem sorolja külön kategóriába a füstviharfelhőket, ugyanakkor a zivatarfelhők kategóriáján belül külön osztályozza őket. 

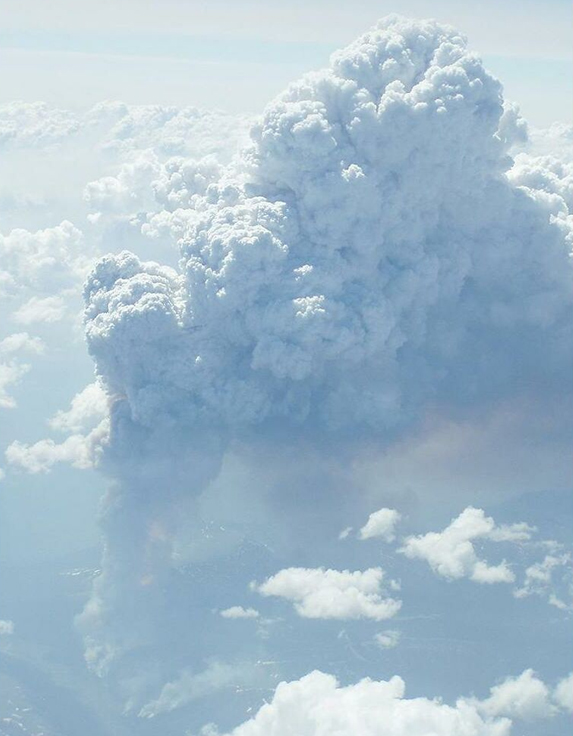
Egy füstviharfelhő egy kereskedelmi repülőgép fedélzetéről fotózva, nagyjából 10 km-es magasságból nézve

2002-ben számos különböző érzékelő segítségével csak Észak-Amerika felett 17 különböző füstviharfelhő esemény kialakulásáról szereztek tudomást a kutatók.

## Fordítás
Ez a szócikk részben vagy egészben  a   Pyrocumulonimbus cloud című angol Wikipédia-szócikk ezen változatának fordításán alapul.  Az eredeti cikk szerkesztőit annak laptörténete sorolja fel. Ez a jelzés csupán a megfogalmazás eredetét és a szerzői jogokat jelzi, nem szolgál a cikkben szereplő információk forrásmegjelöléseként.